# فرانکلین آجی
فرانکلین آجی (انگلیسی: Franklyn Ajaye؛ زادهٔ ۱۳ مهٔ ۱۹۴۹) یک هنرپیشه اهل ایالات متحده آمریکا است. وی از سال ۱۹۷۳ میلادی تاکنون مشغول فعالیت بوده‌است.
از فیلم‌ها یا برنامه‌های تلویزیونی که وی در آن نقش داشته‌است می‌توان به حومه‌نشین‌ها اشاره کرد.